# 涩荠属
涩荠属（学名：Malcolmia）是十字花科下的一个属，为一年生草本植物。该属共有约30种，主要产自亚洲及地中海区域。